# Ковалёв, Евгений (легкоатлет)
Евгений Ковалёв (род. 13 апреля 1955) — советский легкоатлет, специалист по бегу на короткие дистанции. Выступал на всесоюзном уровне в конце 1970-х — начале 1980-х годов, двукратный чемпион СССР в эстафете 4 × 100 метров, призёр первенств всесоюзного значения. Представлял Ленинград, спортивные общества «Динамо» и «Локомотив», Вооружённые силы.

## Биография
Евгений Ковалёв родился 13 апреля 1955 года. Занимался лёгкой атлетикой в Ленинграде, выступал за добровольные спортивные общества «Динамо» и «Локомотив», а также Вооружённые силы.
Первого серьёзного успеха на всесоюзном уровне добился в сезоне 1977 года, когда на чемпионате СССР в Москве вместе с партнёрами по ленинградской команде завоевал серебряную награду в зачёте эстафеты 4 × 100 метров — при этом их обошла только сборная Украинской ССР.
В 1978 году на чемпионате СССР в Тбилиси в составе ленинградской сборной, куда также вошли спринтеры Александр Аксинин, Юрий Науменко и Анатолий Пискулин, одержал победу в эстафете 4 × 100 метров.
В 1979 году превзошёл всех соперников на домашних соревнованиях в Ленинграде, установив личный рекорд в беге на 100 метров — 10,2. Принимал участие в чемпионате страны в рамках VII летней Спартакиады народов СССР в Москве — в эстафетах 4 × 100 и 4 × 200 метров выиграл серебряную и бронзовую медали соответственно.
На чемпионате СССР 1980 года в Донецке вновь победил в эстафете 4 × 100 метров, при этом его партнёрами были Николай Колесников, Александр Аксинин и Николай Юшманов.